# إسنز
اسنز نيدرزاكسن (بالألمانية: Esens, Lower Saxony) هي بلدة ألمانية تقع في ألمانيا في سكسونيا السفلى. يقدر عدد سكانها بـ 6,894 نسمة .

## أعلام
- ثيودور توماس
- ديفيد فبريسوس